# Léon Mons
Léon Mons (* 10. September 1995 in Lübeck) ist ein deutscher Schachgroßmeister.
Léon Mons lernte von seinem Vater, der ebenfalls Vereinsspieler war, das Schachspiel. Er trainierte als Jugendlicher regelmäßig mit dem Großmeister Michael Prusikin. Ab März 2019 war er als Doktorand der Mathematik wissenschaftlicher Mitarbeiter der Universität Salzburg und der FAU Erlangen. Der promovierte Mathematiker lebt und arbeitet in Erlangen.
In der Saison 2012/13 der deutschen Schachbundesliga wurde sein Sieg gegen Arkadij Naiditsch auf schachbundesliga.de zur besten Partie der Saison gewählt.

## Titel
- 2012: FIDE-Meister
- August 2014: Internationaler Meister
- April 2018: Großmeister[4]
- November 2023: Deutscher Schnellschach-Meister

## Vereine
- in Deutschland:
  - 2004–2014: SC Forchheim (2. und 1. Bundesliga)
  - 2014–2015: SC Eppingen. 1. Bundesliga
  - 2015–2016: SC Hansa Dortmund. 1. Bundesliga
  - 2016–2022: MSA Zugzwang München 82 (1. Bundesliga, Saison 2016/17, Saison 2017/2018, Saison 2018/2019)
  - seit 2022: SC Erlangen

- in Österreich:
  - seit 2011: SIR Royal Salzburg (2. und 1. Bundesliga (Saison 2011/12, 2013 bis 2016, 2017 bis 2019))